# Mount John
Der Mount John ist ein 1031 m hoher Berg im Mackenzie District der Region Canterbury auf der Südinsel von Neuseeland.

## Geographie
Der Mount John befindet sich am südwestlichen Ende des Lake Tekapo zwischen Lake Alexandrina im Norden und dem New Zealand State Highway 8 im Süden. Der Berg hat eine südwestliche Ausrichtung, ist rund 4 km lang und maximal 1,25 km breit und flacht von seiner maximalen Höhe von 1031 m nach Nordosten hin ab. Von dem State Highway aus ist der Berg und sein Gipfel zugänglich.

## Mt John University Observatory
Auf dem Plateau des Gipfels befindet sich das Mt John University Observatory der University of Canterbury und ein Café für die Besucher. Von dem Plateau aus besitzt man eine 360 Grad Rundumsicht mit Blick auf die Neuseeländischen Alpen und die beiden Seen Lake Tekapo und Lake Alexandrina im Norden, der Two Thumb Range im Nordosten und Osten, die weite Ebene des Irishman Creek mit seinen vielen parallel verlaufenden Bächen in der Nachbarschaft und deren Feuchtgebieten im Westen und die weite Ebene und das Tal des Tekapo Rivers.

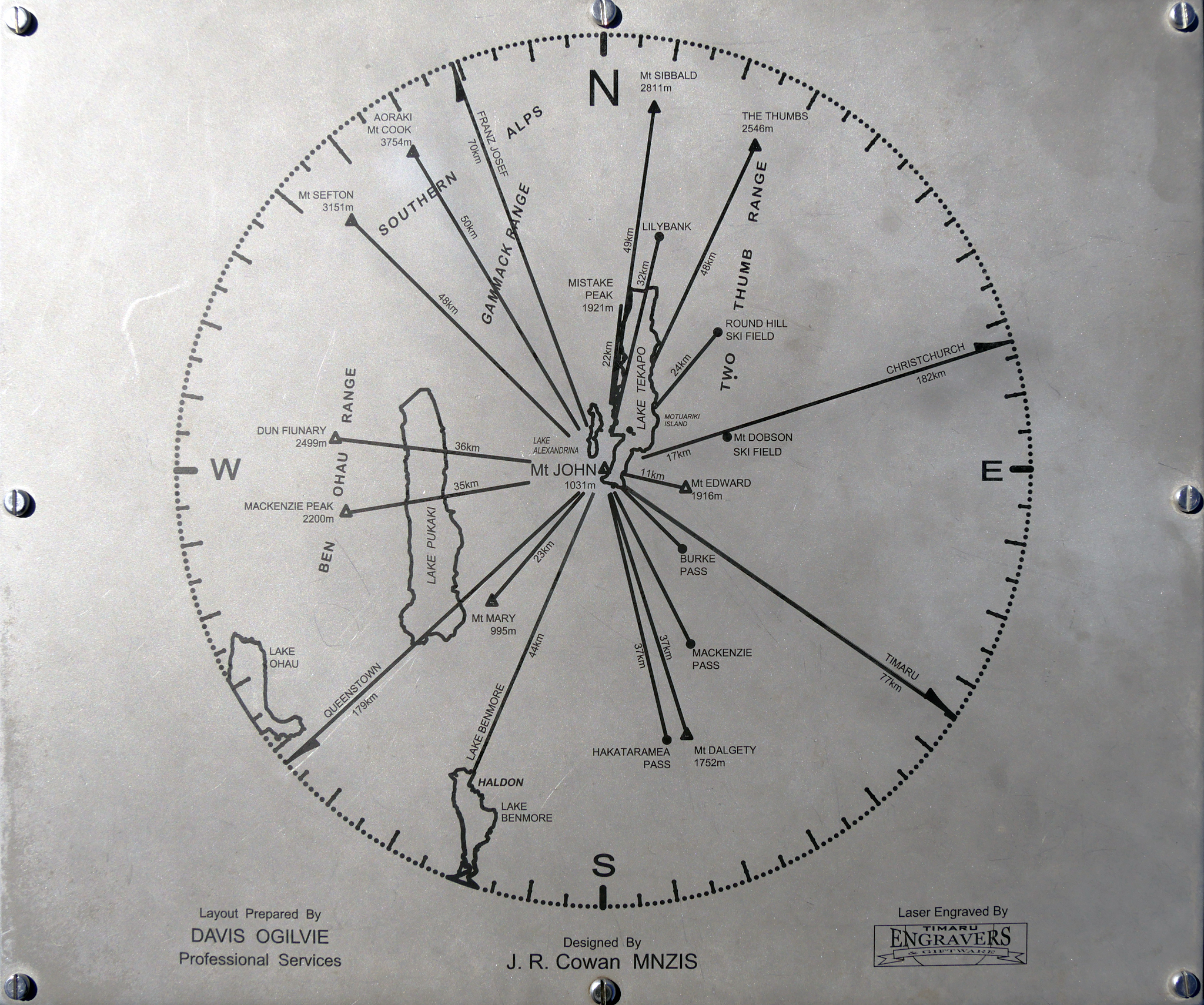
Karte auf dem Plateau des Berges, der alle sichtbaren geographischen Ort aller Himmelsrichtungen angibt
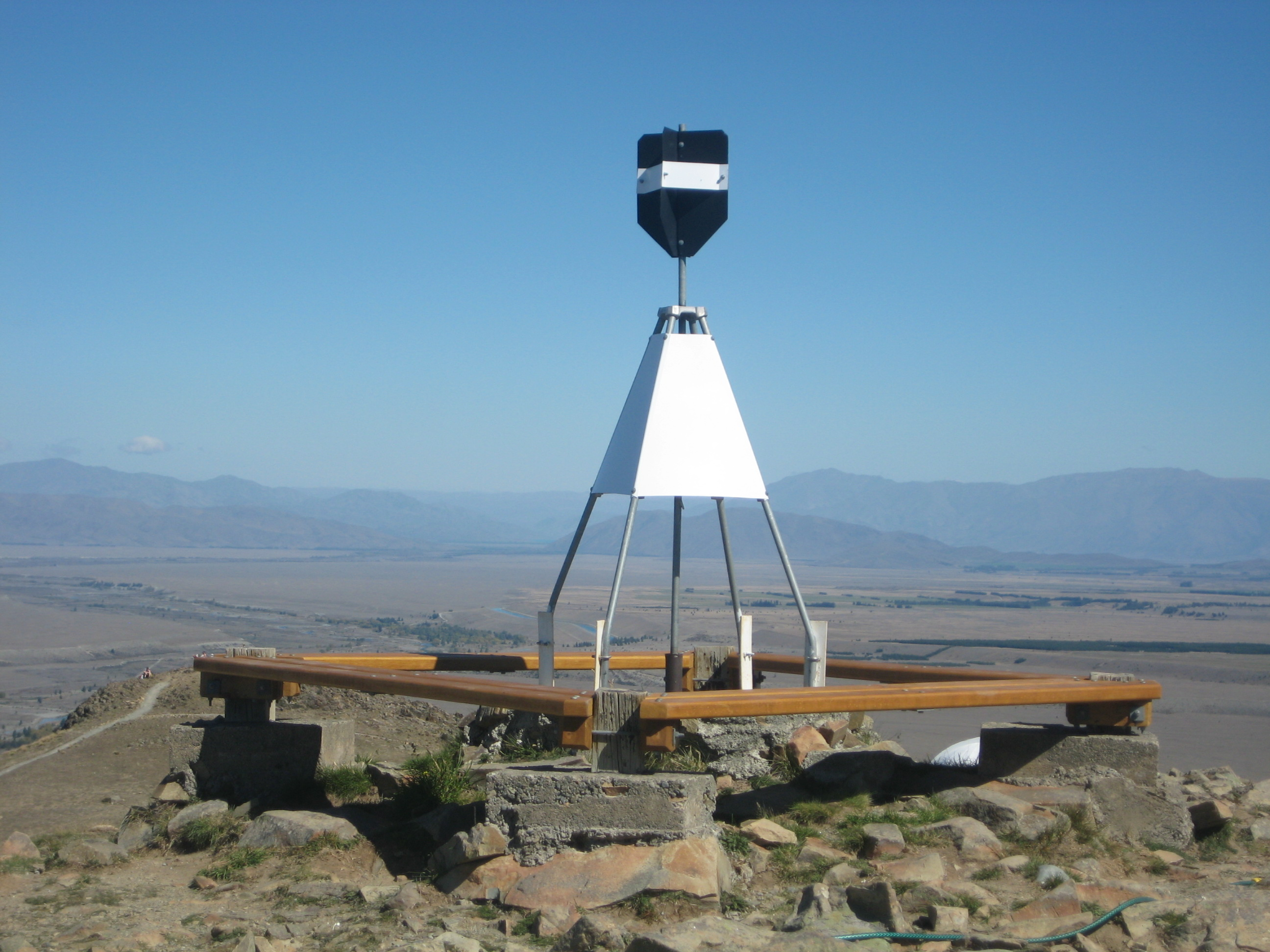
Geodätischer Messpunkt auf dem Plateau des Berges
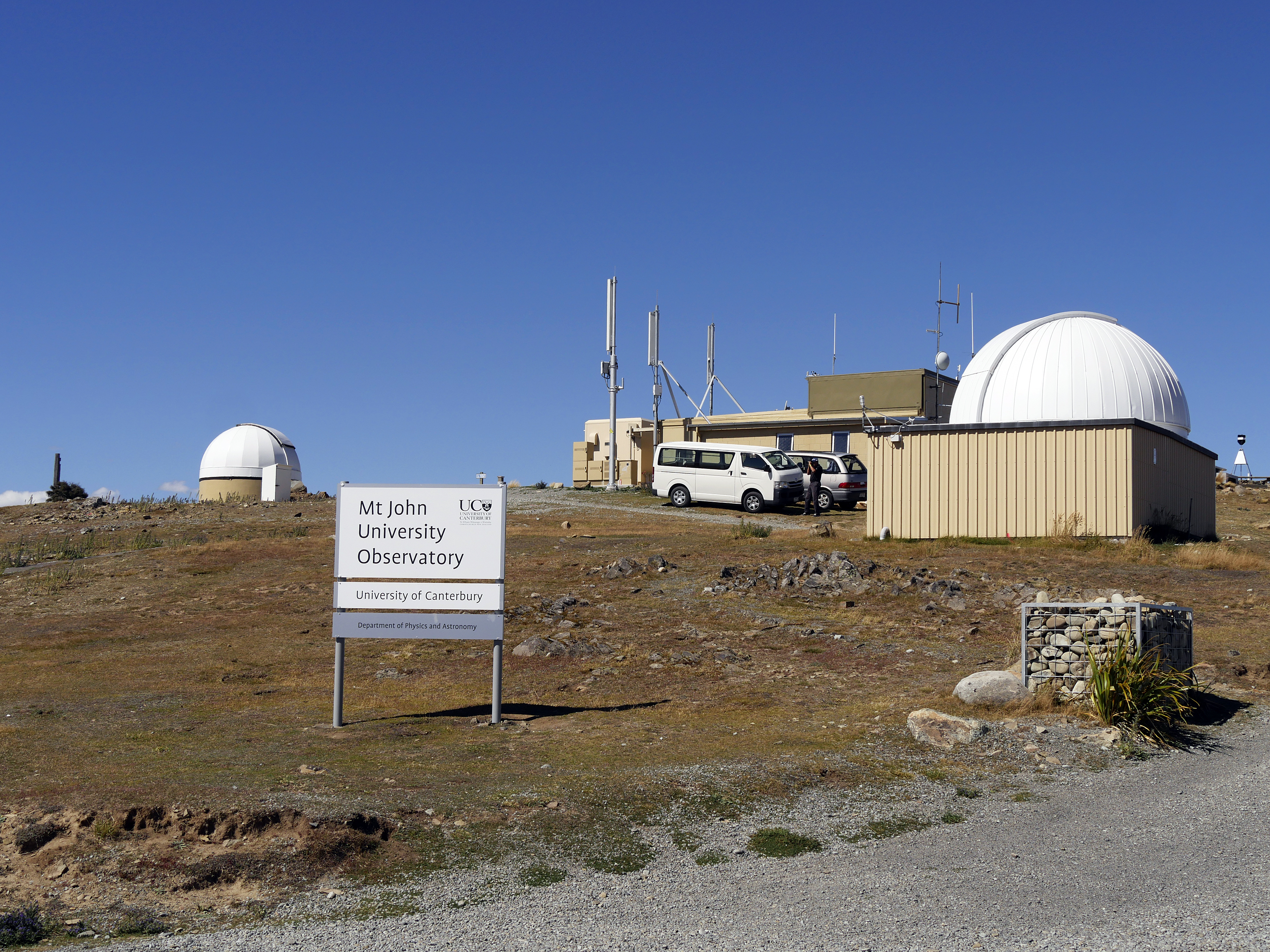
Mt John University Observatory (Weg zum Areal des Observatoriums)
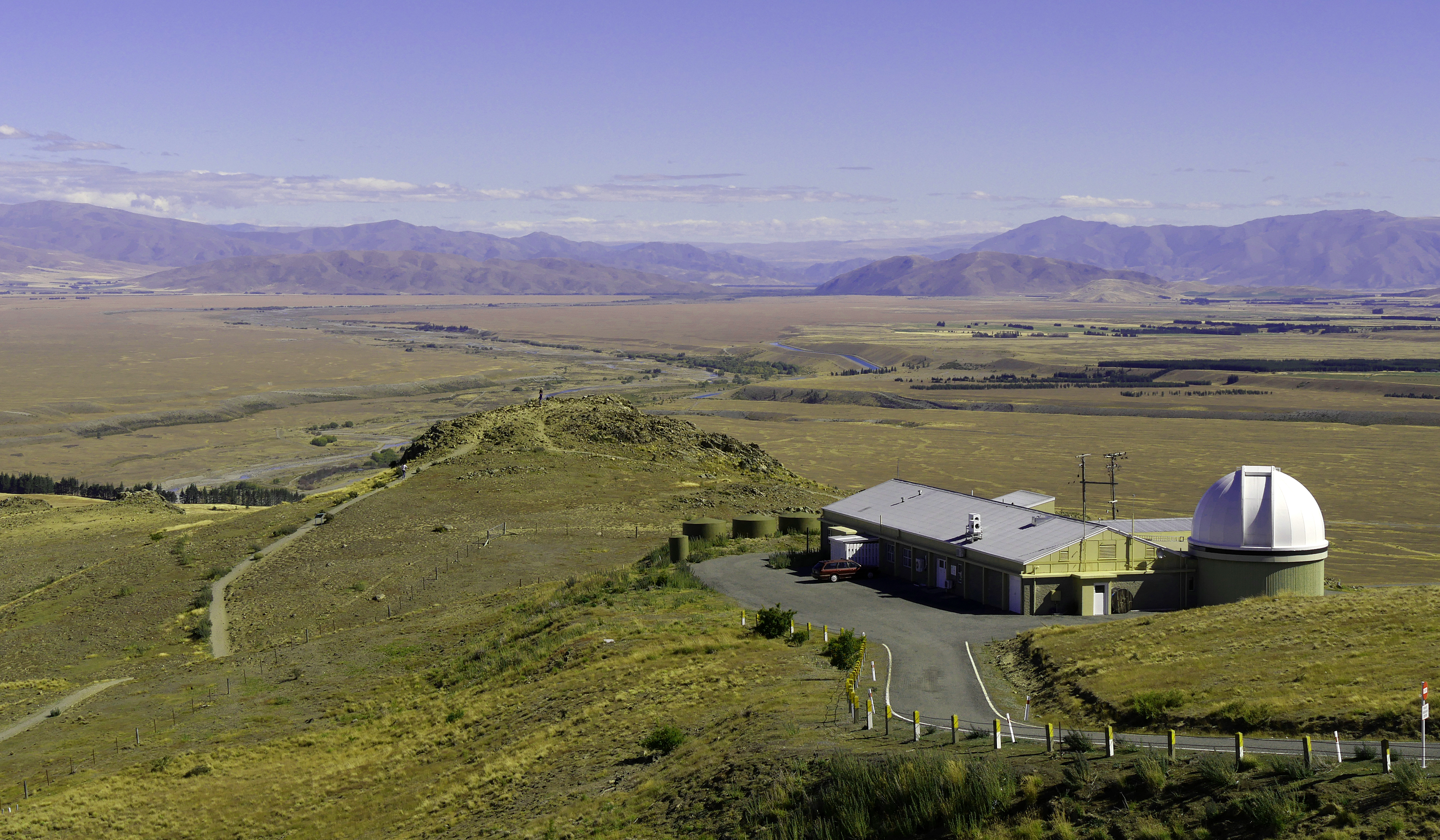
Blick nach Süden (Anlage unterhalb des Gipfels)